# Václav Weinzettl
Václav Weinzettl (4. ledna 1862 Stráž nad Nežárkou – 23. dubna 1930 Praha) byl architekt a dlouholetý ředitel státní průmyslové školy sochařské a kamenické v Hořicích.

## Životopis
Po maturitě v letech 1882–1887 studoval pozemní stavitelství na Českém vysokém učení technickém v Praze (ČVUT). Svou praxi vykonával u rakouského architekta Achilleho Wolfa.
V letech 1895–1897 byl pověřen řízením rodinných císařských statků ve Vídni. Na velkostatku v Orthu, zejména v Esslingen řídil výstavbu hospodářských budov. Pracovní činností byl zaměřen na sochařství a kamenictví. Od 1. března 1897 vyučoval v c. k. odborné škole sochařsko-kamenické v Hořicích v Podkrkonoší, kde se roku 1904 stal v pořadí druhým ředitelem a školu vedl až do roku 1929, kdy odešel do penze.
Byl také technickým referentem Spolku pro udržování válečných hrobů na královédvorském bojišti z roku 1866 (založen 1888), který byl jedním z místních spolků sdružených v Ústředním spolku pro udržování válečných pomníků z r. 1866 v Čechách, založeném v roce 1892.
Za jeho působení na hořické škole vznikla v roce 1908 jako pobočka místního průmyslového muzea Galerie plastik, která je i v současné době sbírkou moderního českého sochařství.

### Tvorba
- Baterie mrtvých na Chlumu u Hradce Králové (1893)
- Památník s ossariem ve Kbelnici u Jičína (1905–1906)
- Riegrův obelisk na vrchu sv. Gottharda v Hořicích (1907)
- Mauzoleum rodiny Schliků (Šliků) ve Veliši u Jičína (1925–1926)
- Pod jeho vedením a jeho plánu byla postavena nová synagoga v Hradci Králové (1904–1905)
- Krkonošský pavilon sochařství a kamenictví v Hořicích (1903)
- Funerální plastiky, návrhy vojenských pomníků (např. Horní Přím, Svíb, Probluz, Nový Bydžov) ap.

### Literární činnost
- Víra v nové době (Praha, Borský a Šulc 1924, 613 s.) – úvahy nad rozporem náboženské víry a vědy: víra v nové době by měla být postavena nejen na základě etických a mravoučných zásad, ale také na nových vědeckých poznatcích a objevech

### Vyznamenání
- Zlatý záslužný kříž s korunou
- Rytíř carského ruského řádu sv. Stanislava III. tř.
- Knížecí řád Schaumburg-Lippeovský III. tř.

Galerie realizací
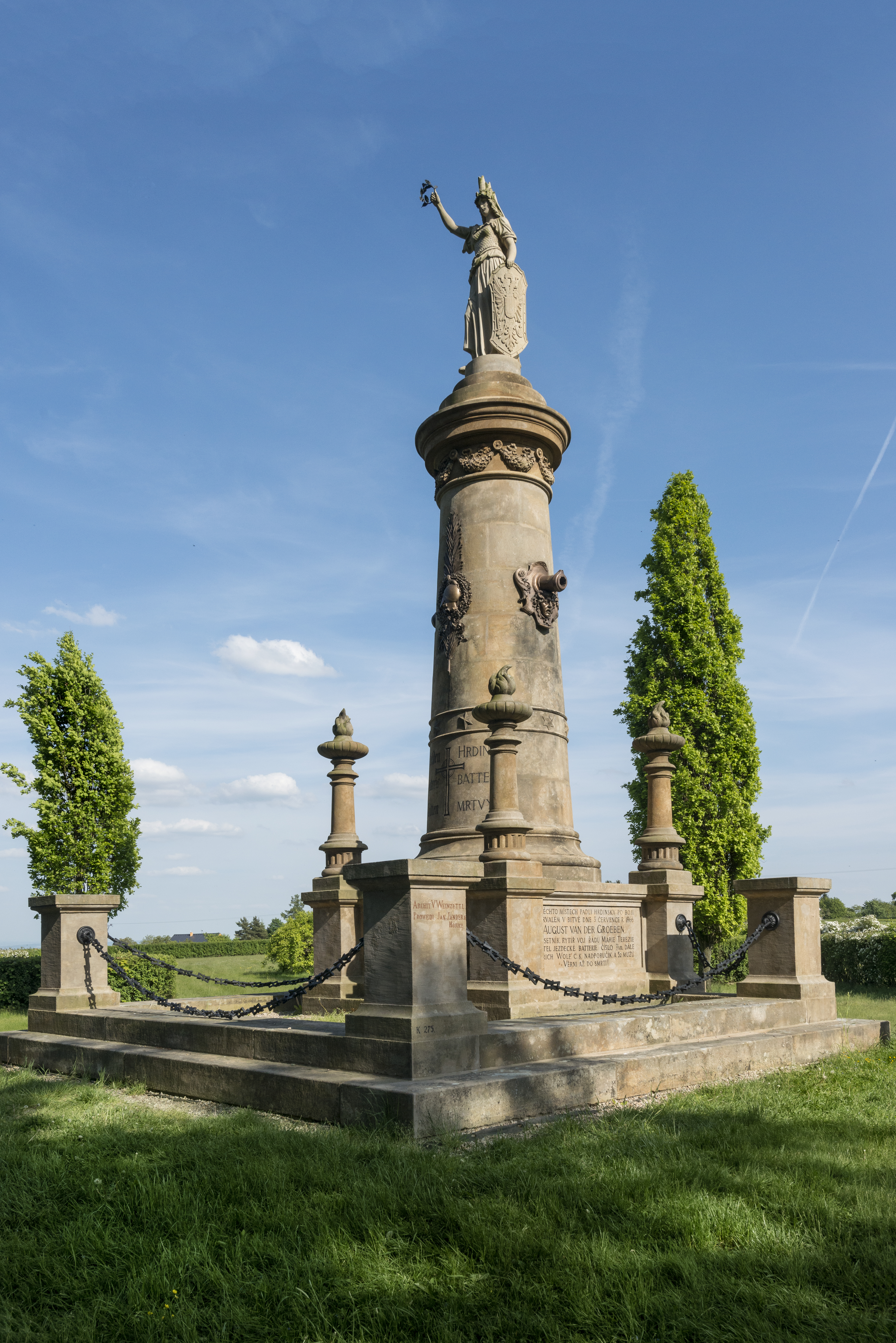
Baterie mrtvých na Chlumu
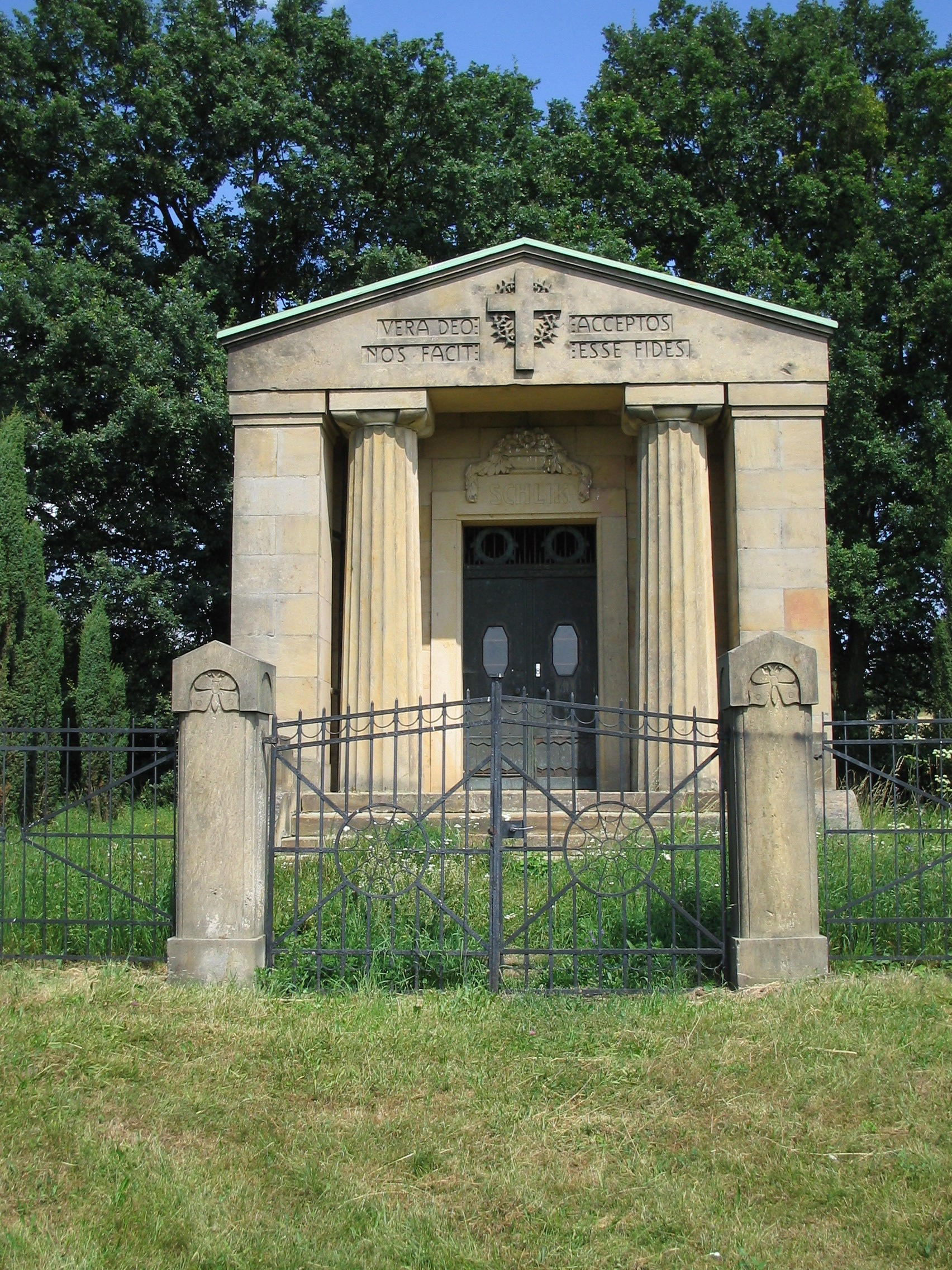
Mauzoleum rodiny Schliků (Šliků)
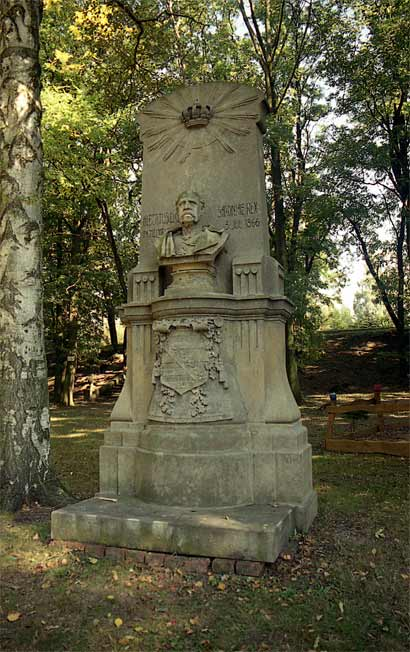
Stélový secesní pomník s bustou saského krále Alberta a saskými královskými atributy, Probluz
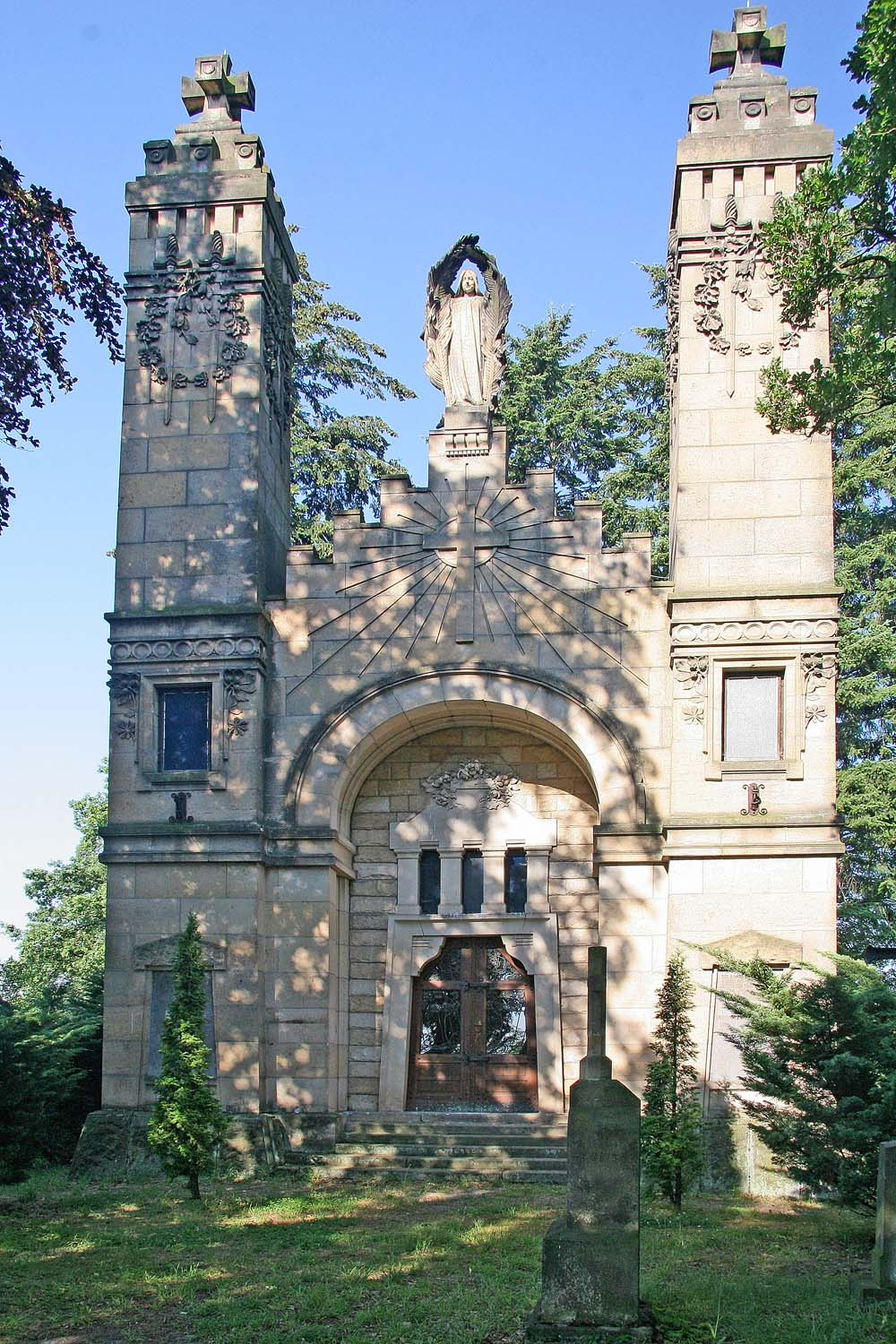
Kaple s ossariem v Kbelnici
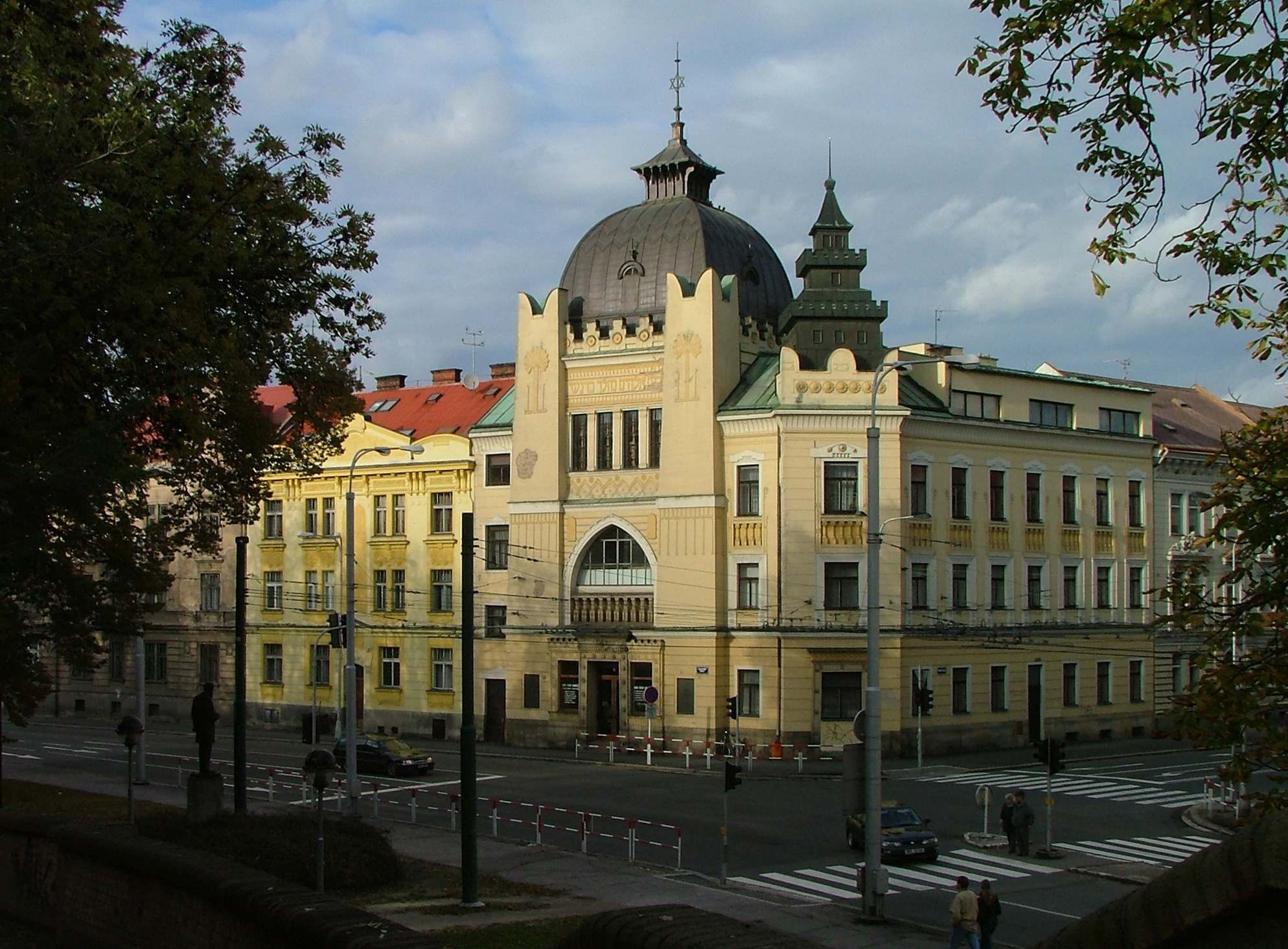
Nová synagoga v Hradci Králové
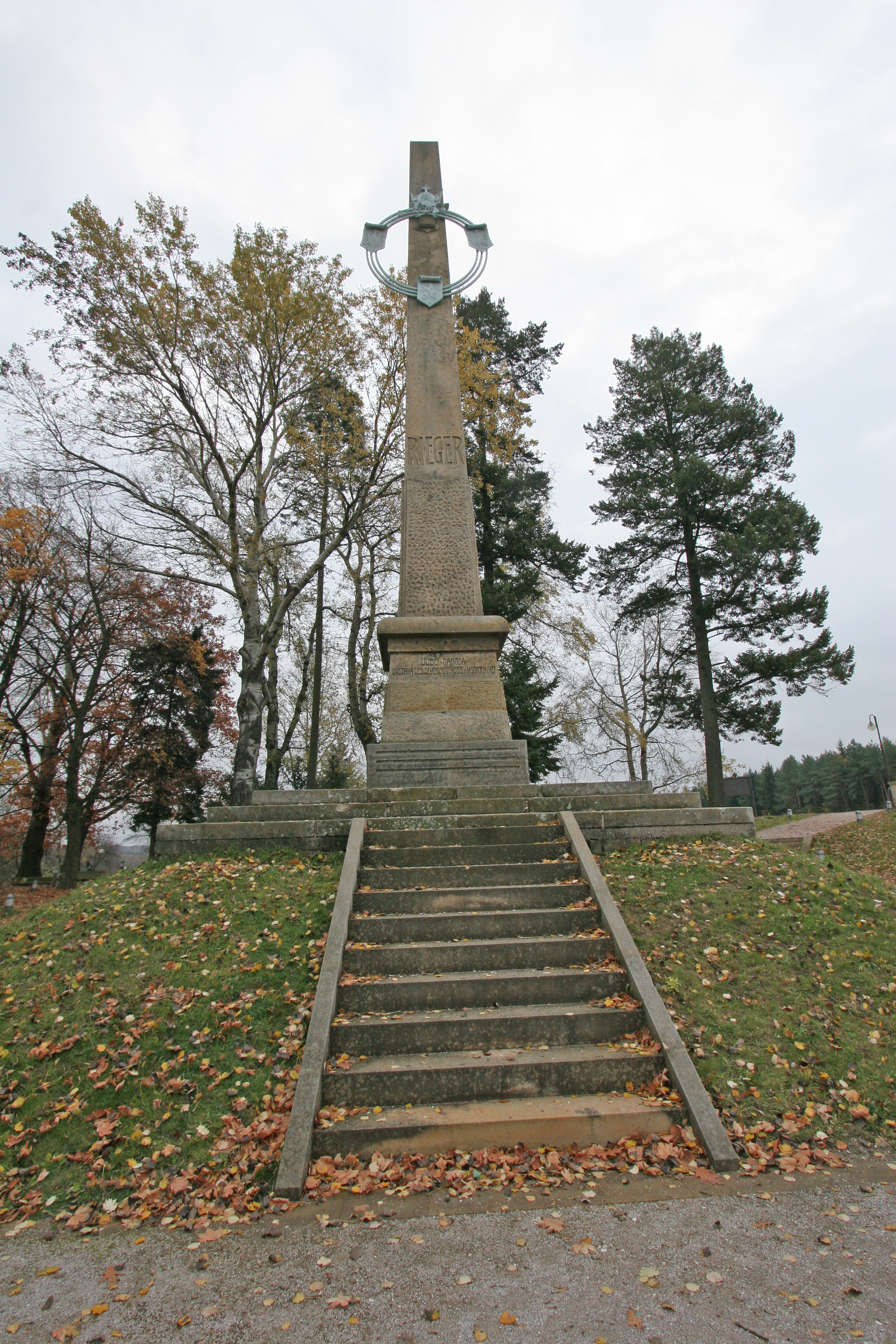
Riegrův obelisk na vrchu sv. Gottharda, Hořice